# 2580 Smilevskia
2580 Smilevskia è un asteroide della fascia principale. Scoperto nel 1977, presenta un'orbita caratterizzata da un semiasse maggiore pari a 2,1827094 UA e da un'eccentricità di 0,1948903, inclinata di 1,61322° rispetto all'eclittica.